# Burchard II van Zwaben
Burchard II van Zwaben (883 of 884 - Novara (stad), 29 april 926) was hertog van Zwaben.
Burchards vader werd in 911 veroordeeld wegens verraad en ter dood gebracht. Burchard en zijn vrouw Regelind gingen daarop in ballingschap in Italië. In 913 kon Burchard terugkeren naar Duitsland en het beheer van zijn familiegoederen in Franken op zich nemen. Samen met graaf Erchanger (die een van de belangrijkste tegenstanders van zijn vader was geweest) en Arnulf I van Beieren vocht hij tegen de Hongaren. Daarna versloeg hij in 915 samen met Erchanger, koning Koenraad bij Stockach. Erchanger verwierf daardoor de positie van hertog van Zwaben. In 917 liet Koenraad Erchanger vermoorden, Burchard verwierf Erchangers bezittingen en werd hertog van Zwaben.
In 918 stichtte Burchard het vrouwenklooster van Sint Margaretha in Waldkirch (Breisgau). Het volgende jaar moest Burchard zijn hertogdom verdedigen tegen een aanval door Rudolf II van Bourgondië die Zürich (stad) en Konstanz wist te veroveren. Burchard versloeg Rudolf bij Winterthur (stad) en wist daarna vrede met hem te sluiten. Burchard steunde dat jaar de koningsverkiezing van Hendrik de Vogelaar en kreeg van hem rechten om abten en bisschoppen te benoemen en belastingen te heffen. In 922 huwde hij zijn dochter uit aan Rudolf en nam in 925 deel aan diens veldtocht naar Italië. Tijdens die veldtocht sneuvelde Burchard bij een aanval op Novara dat door de bisschop van Milaan werd verdedigd.

## Familie en kinderen
Burchard was een zoon van Burchard I van Zwaben en van Liutgard van Saksen. Burchard was getrouwd met Regelind van Zürich (ca. 890 - Zürich, 958). Regelind is begraven in de Kilianskapel op het kloostereiland Reichenau. Regelind was dochter van graaf Eberhard van Zürich (ca. 855 - voor 911) en Gisela (ca. 865 - na 911). Op grond van naamsverwantschap en familiebezittingen wordt vermoed dat Eberhard afstamde van de Etichonen (afstammelingen van hertog Eticho I). Gisela maakte in 911 als weduwe een bedevaart naar Rome maar werd onderweg van al haar bezittingen beroofd. Bij terugkomst werd zij met valse beschuldigingen geconfronteerd, als gevolg van de politieke verwikkelingen rond Burchard I. Zij schonk al haar bezittingen aan een verder niet nader bekende St Pietersabdij om te voorkomen dat die zouden worden geconfisqueerd nadat Burchard I wegens verraad was terechtgesteld.
Burchard en Regelind kregen de volgende kinderen:
- Gisela (ca. 905 - 26 oktober 923 of 925), abdis van Waldkirch
- Hicha (ca. 905 - 950)
- Burchard III (915 - 11 november 973), in 954 door zijn achteroom, Otto I aangesteld tot hertog van Zwaben
- Bertha (ca. 907 - na 2 januari 966), huwde 922 Rudolf II van Bourgondië en daarna (937) met Hugo van Arles.
- Adalric (ovl. na 973), monnik in de abdij van Einsiedeln